# Ерлино
Ерлино — село в Кораблинском районе Рязанской области. Входит в состав Яблоневского сельского поселения. Село находится в 20 км от районного центра.

## История
Ерлино (Эрлино) возникло до 1646 г., когда впервые упоминается в документах. Числилось оно тогда в приходе с. Вердерево Пехлецкого стана Ряжского уезда и принадлежало дворянам Вердеревским. Усадьба основана вотчинником стольником П.Г. Вердеревским (ум. 1723), в 1747 году в качестве приданного зе его дочерью Е.П. Вердеревской (1722-ок. 1793) перешла к участнику государственного переворота 1741 года генерал-майору М.М. Ивинскому (ум. ок. 1777). После усадьбой владел сын последних прапорщик Д.М. Ивинский (1764-1821/23), женатый на И.И. Вердеревской (1770-1847). Затем их сын подполковник А.Д. Ивинский (1799-1877), женнатый на А.И. Новосильцовой (1805-1871). Далее сын последних    действительный тайный советник И.А. Ивинский (ум. после 1890), женатый на О.Г. Крюгер (в первом браке княжна Гагарина, 1850-1890).  В 1694 г. в Ерлине была построена деревянная церковь Николая Чудотворца. В 1779 г. помещиками Ивинскими построена каменная церковь Архистратига Божия Михаила, сохранившаяся до сегодняшнего дня и реставрируемая в настоящее время.
После крестьянской реформы, 3 сентября 1891 г., имение приобрел Сергей Николаевич Худеков. 30 сентября 1892 г. состоялся ввод Худекова во владение имением. При Худекове в Ерлино были заложен парк - дендрарий с фонтанами, скульптурами, каскадным прудом, и малыми архитектурными формами, создано образцовое хозяйство, включавшее в себя питомник плодовых и декоративных деревьев, оранжереи для субтропических растений, розарий, птицеводческую ферму, скотоводческий двор, винные погреба, конский завод, склады, ледник, водопровод и другие хозяйственные сооружения и постройки.
В 1918 году усадьба была разгромлена: усадебный дом полностью уничтожен, мебель и украшавшие его картины частью разворованы, частью уничтожены, усадебные постройки переданы под хозяйственные нужды, в 30-х годах была закрыта и разрушена церковь, где впоследствии устроили машиностанцию и склад химикатов. В XXI веке был образован музей «Усадьба Худекова», который занимается восстановлением усадебного комплекса.

## Население
| 1859 | 1897 | 1906 | 1926 | 2010 |
| ---- | ---- | ---- | ---- | ---- |
| 562  | ↘498 | ↗568 | ↗721 | ↘353 |

## Улицы
- Улица Административный центр
- Арбатская улица
- Овражная улица
- Парковая улица
- Центральная улица